# Liste der Rijksmonumente in ’s-Heer Abtskerke
Im niederländischen Ortsteil ’s-Heer Abtskerke der Gemeinde Borsele gibt es 11 Einträge im Monumentenregister:
| Objekt | Typ?                       | Baujahr               | Architekt | Adresse           | Koordinaten?                | Nr.?   | Bild              |
| --- | -------------------------- | --------------------- | --------- | ----------------- | --------------------------- | ------ | ----------------- |
| Gelände, auf dem sich zwei Hügel befinden. Auf einem stand das Haus zu Baarsdorp, auf dem anderen ein Schloss.                        | Bodendenkmal               | 13. – 16. Jahrhundert |           | Baarsdorp         | 51° 29′ 4″ N, 3° 50′ 19″ O  | 45203  |                   |
| Straßenbahnhaltestelle ’s-Gravenpolder – ’s-Heer Abtskerke. In Zwischenkriegszeit-Architektur gebaut.                                 | Transport                  | 1927                  |           | Polderweg 29      | 51° 27′ 43″ N, 3° 53′ 32″ O | 509159 |                   |
| Kleiner Güterschuppen neben der Straßenbahnhaltestelle ’s-Gravenpolder – ’s-Heer Abtskerke, gebaut in einem regionstypischen Baustil. | Lager                      | 1927                  |           | Polderweg bei 29  | 51° 27′ 43″ N, 3° 53′ 32″ O | 509160 |                   |
| Ehemaliges Pfarrhaus der niederländisch-reformierten Kirche; neoklassizistische Einflüsse.                                            | Kirchliche Dienstwohnung   | 1858                  |           | Kerkring 3        | 51° 28′ 16″ N, 3° 52′ 54″ O | 509199 |                   |
| Turm der „Johannes de Doper“-Kirche                                                                                                   | (Teil einer) Kirche        | ca. 1400              |           | Kerkring 2        | 51° 28′ 15″ N, 3° 52′ 53″ O | 9974   |                   |
| „Johannes de Doper“ (deutsch: Johannes der Täufer)                                                                                    | (Teil einer) Kirche        | 15. Jahrhundert       |           | Kerkring 1        | 51° 28′ 15″ N, 3° 52′ 52″ O | 9975   | Johannes de Doper |
| Hof „Plantlust“ | Bauernhof                  | unbekannt             |           | Kerkring 18       | 51° 28′ 16″ N, 3° 52′ 52″ O | 9976   |                   |
| „Heuvelhof“ | Bauernhof                  | 17./18. Jahrhundert   |           | Oude Hoeveweg 8   | 51° 28′ 55″ N, 3° 50′ 21″ O | 9977   |                   |
| „De Poel“ | Industrie- und Poldermühle | 1752                  |           | Gerbernesseweg 21 | 51° 27′ 35″ N, 3° 51′ 24″ O | 9978   | „De Poel“         |
| Bauernhof mit einem Wohnhaus und einer in Längsrichtung angebauten Scheune                                                            | Bauernhof                  | unbekannt             |           | Zuidweg 35        | 51° 27′ 51″ N, 3° 52′ 46″ O | 9980   |                   |
| Resthof, dessen zugehörige Scheune verschwunden ist                                                                                   | Bauernhof                  | 18./19. Jahrhundert   |           | Kloetingseweg 19  | 51° 28′ 43″ N, 3° 54′ 0″ O  | 9997   |                   |